# Мамедова, Шафига Гашим кызы
Шафига Гашим кызы Мамедова (азерб. Şəfiqə Haşım qızı Məmmədova; род. 30 марта 1945, Дербент, Дагестанская АССР) — азербайджанская актриса театра и кино, заслуженная артистка Азербайджанской ССР  (1974), народная артистка Азербайджанской ССР (1982). Лауреат Государственной премии СССР (1981).

## Биография
Родилась 30 марта 1945 года в Дербенте. В 1968 году окончила актёрский факультет Азербайджанского государственного театрального института, отделение музыкальной комедии.
В 1968 году, будучи студенткой пятого курса, была приглашена в Азербайджанский государственный драматический театр им. Азизбекова.
С 1980 года преподаёт в Азербайджанском государственном университете культуры и искусств (бывший театральный институт).
12 ноября 1995 года избрана депутатом от Евлахского избирательного округа № 30.
С 1995 по 2000 год — депутат Милли Меджлиса Азербайджана I созыва.
Являлась членом комиссии парламента по международным отношениям и межпарламентским связям.
Имеет учёное звание профессора.
Председатель правления Союза кинематографистов Азербайджанской Республики (декабре 2022 — 5 марта 2024). Сложила с себя полномочия в связи с объединением союза с Союзом кинематографистов Азербайджана.
Указом Президента Ильхама Алиева от 29 марта 2025 года Шафига Мамедова была награждена орденом «Независимость» за выдающиеся заслуги в развитии азербайджанской культуры. Орден был вручён ей в тот же день Президентом Ильхамом Алиевым.

## Роли в театре
Создала незабываемые образы в спектаклях:
- «Гамлет» — Гертруда
- «Сборище сумасшедших» Джалила Мамедкулизаде — Пырпыз Сона
- «Разочарованная девушка» — Сона
- «Летние дни города» — Диляра
- «Живой труп», по пьесе Льва Толстого — Маша
- «Родная земля», написанная Чингизом Айтматовым — жена Дженшенгюля
- «Коварство и любовь» — Леди Мильфорд
- «Золото», Юджина О’Нила — Сьюзен
- «Хайям», Гусейна Джавида — Севда
- «Доносящийся из садов звук» Ильяса Эфендиева — Гюльджан
- «Мой грех» — Нурджахан
- «Уничтоженные дневники» — Анжел
- «После дождя» Бахтияра Вахабзаде — Нихал
- «Когда начинается сказка» Имрана Касумова — Тахира
- «Комедия человечества, или Дон Жуан» — Теадора
- «Мещане» — Елена Николаевна
- «Человек» Самеда Вургуна — Наташа
- «Ревнующие сердца» Рачо Стоянова — Милкана
- «Айдын» Джафара Джаббарлы — Гюльтекин
- «Лысая гора» Акрама Айлисли

## Фильмография
- «Чернушка» (1966) — Периджахан
- «Я помню тебя, учитель» (1969) — Жена Джабиша
- «Тропою чарвадаров» (1974) — Сария
- «Деде Коркут» (1975) — Бурла хатун
- «Цена счастья» (1976) — Рухсара
- «День рождения» (1977)  — Фарида
- «К вулкану» (1977)
- «Допрос» (1979) — Гюля
- «Кинорежиссёр Гасан Сейидбейли» (2002) (документальное кино)

## Критика
Журнал «Советский экран» отмечает, что творчеству Шафиги Мамедовой свойственно глубокое вживание в образ и нежелание приукрашивать свой персонаж, «беспощадность к себе... ради подлинности персонажей». В то же время Шафига Мамедова умеет представлять свои персонажи с неожиданной стороны, что особенно проявилось в фильме Оджагова «День рождения», где Шафига снялась в роли грубоватой проводницы пассажирского вагона.

## Семья
Брат — Гашим Мамедов, режиссёр, актёр.

## Награды и звания
- Орден «Независимость» (29 марта 2025 года) — за большие заслуги в развитии азербайджанской культуры[6]
- Орден «Честь» (25 июня 2013 года) — за заслуги в развитии азербайджанского театра[9].
- Орден «Слава» (29 марта 2000 года) — за заслуги в развитии азербайджанского театрального искусства и кинематографии[10].
- Орден «Труд» I степени (29 марта 2020 года) — за многолетнюю плодотворную деятельность в развитии азербайджанской культуры[11].
- Народная артистка Азербайджанской ССР (1 декабря 1982 года)[12]
- Заслуженная артистка Азербайджанской ССР (1 июня 1974 года)[13].
- Почётный диплом Президента Азербайджанской Республики (29 марта 2015 года) — за большие заслуги в развитии азербайджанской культуры[14]
- Почётная грамота Президиума Верховного Совета Азербайджанской ССР (24 февраля 1979 года)[15]
- В 1980 году за роль Фариды в фильме «День рождения» Шафига Мамедова была удостоена Государственной премии Азербайджанской ССР.
- В 1981 году за роль Гюли в фильме Расима Оджагова «Допрос» была удостоена Государственной премии СССР[16]
- Золотая медаль «Театральный деятель» (2004 год, Союз театральных деятелей Азербайджана)[17]
- Медаль «Шараф» (2023 год, ТЮРКСОЙ)[18]
- Премия «Хумай» (1995 год)